# Mimobolbus ambiguus
Mimobolbus ambiguus là một loài bọ cánh cứng trong họ Geotrupidae. Loài này được Péringuey miêu tả khoa học năm 1908.